# Hrabstwo Maryland
Hrabstwo Maryland – hrabstwo we wschodniej części Liberii, nad Atlantykiem. Stolicą hrabstwa jest Harper. Według spisu ludności z 2008 roku liczy sobie 136 404 mieszkańców, co czyni je siódmym, pod względem zaludnienia, hrabstwem w kraju.

## Dystrykty
Hrabstwo dzieli się na siedem dystryktów: 
- Gwelekpoken
- Harper
- Karluway #1
- Karluway #2
- Nyonken
- Pleebo/Sodoken
- Whojah